# 丹巴里乌帕齐拉
丹巴里是孟加拉国的一个乌帕齐拉，位於达卡专区的坦盖尔县，面積130.5平方千米。

## 人口
據2011年孟加拉國人口普查，該地總人口203284人，其中男性101912人、女性121372人。

## 教育
該地共有8所学院、27所高中、16所伊斯兰学校、45所官立小学和28所民办小学。